# Zektzerita
La zektzerita es un mineral de la clase de los inosilicatos, y dentro de esta pertenece al llamado “grupo de la tuhualita”. Fue descubierta en 1976 en el condado de Okanogan del estado de Washington (Estados Unidos), siendo nombrada así en honor de Jack Zektzer, coleccionista de minerales estadounidense. Un sinónimo es su clave: IMA1976-034.

## Características químicas
Es un silicato de sodio, litio y circonio. La estructura molecular es la de los anfíboles, con cadenas de tetraedros de sílice dobles con periodo seis.

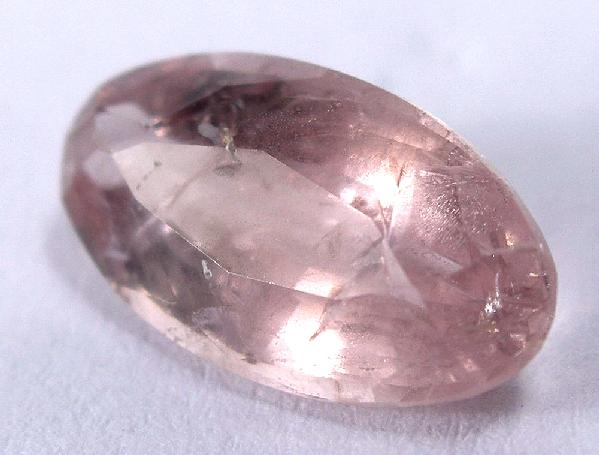
Zektzerita tallada.

Además de los elementos de su fórmula, suele llevar como impurezas: titanio y hafnio.

## Formación y yacimientos
Se forma como un mineral secundario raro rellenando cavidades miarolíticas y como granos aislados en rocas sienitas alcalinas, también en un granito con riebeckita.
Suele encontrarse asociado a otros minerales como: cuarzo, microclina, egirina, riebeckita, astrofilita, zirconio o elpidita.

## Usos
Algunos raros ejemplares transparentes pueden ser tallados como gemas y usados en joyería.